# デジモンフロンティア ベストヒットパレード
『デジモンフロンティア ベストヒットパレード』は、テレビアニメ、デジモンフロンティアの主題歌・挿入歌・キャラクター・ソングを集めたコンピレーション・アルバム。

## 収録曲
1. FIRE!! (4:10) - 和田光司
作詞:山田ひろし、作曲・編曲:太田美知彦
OPテーマとして使用。
2. サラマンダー 〜拓也のテーマ〜 (3:59) - 神原拓也 (声:竹内順子)
作詞:山田ひろし、作曲・編曲:太田美知彦
挿入歌として使用 (18話)。
3. Say,yes! 〜友樹のテーマ〜 (3:57) - 氷見友樹 (声:渡辺久美子)
作詞:大森祥子、作曲・編曲:高橋ひろ
挿入歌として使用 (7話)。
4. 折れた翼で -With Broken Wings- 〜輝一のテーマ〜 (4:28) - 木村輝一 (声:鈴村健一)
作詞・作曲:halta、編曲:田光マコト
挿入歌として使用 (30・33・36話)。
5. in the blue 〜輝二のテーマ〜 (3:57) - 源輝二 (声:神谷浩史)
作詞・作曲:halta、編曲:田光マコト
6. With The Will (4:05) - 和田光司
作詞:大森祥子、作曲・編曲:渡部チェル
挿入歌として使用 (1 - 21・23 - 34・39・40・48・49話)。
7. スパーク!! 〜純平のテーマ〜 (4:50) - 柴山純平 (声:天田真人)
作詞:松井京子、作曲:江川裕史、編曲:太田美知彦
8. The last element (4:07) - アユミ
作詞:山田ひろし、作曲・編曲:渡部チェル
挿入歌として使用 (35 - 38・41・43 - 50話)。
9. イノセント〜無邪気なままで〜 (4:23) - 和田光司
作詞:松木悠、作曲:千綿偉功、編曲:渡部チェル
EDテーマとして使用 (1話 - 26話)。
10. 風のしずく 〜泉のテーマ〜 (4:10) - 織本泉 (声:石毛佐和)
作詞・作曲:泉川そら、編曲:渡部チェル
11. an Endless tale (3:45) - 和田光司 & AiM
作詞:山田ひろし、作曲・編曲:太田美知彦
EDテーマとして使用 (27話 - 50話)。
12. Get The Biggest Fire!! (8:35) - 神原拓也 (声:竹内順子) & 源輝二 (声:神谷浩史)
作詞:山田ひろし、作曲・編曲:太田美知彦
ボーナス・トラック。作詞者の山田ひろしと、作曲者の太田美知彦が声ネタで参加しているお遊び要素の強い楽曲。